# Poświst (demon)
Poświst, pochwist, pogwizd, poświściel – przedchrześcijański, powietrzny demon słowiański personifikujący wiatr i wiry powietrzne. Poświst odpędzał chmury burzowe i osuszał pola. Po chrystianizacji przeobraził się w diabła. Pieśń ludowa o poświście: 

O, żebym ja była u matusi dłużej, 
chodziłabym była, jako kwiatek róży! 
A ja teraz chodzę, jak owa leliwa!
Wyjdę na poleczko, Pogwizd mnie powiewa!
O wiewajże, wiewaj, wietrze wieczorowy,
Wywiewaj, wywiewaj smutne myśli z głowy!